# Institut de la francophonie pour l'entrepreneuriat
L'Institut de la Francophonie pour l'Entrepreneuriat est une institution spécialisée de l'Agence Universitaire de la Francophonie chargée de délivrer une formation de haut niveau en entrepreneuriat. Il a  été créé en 1995 lors du sommet de la francophonie de Cotonou en 1995. Il est dirigé par M. Raymond Guillouzo. Il se trouve sur l'île Maurice sur le campus de Réduit, dans le district de Moka/Flacq.

## Historique
C'est lors du sommet de la francophonie de 1993 qui s'est tenue en Île Maurice que le gouvernement mauricien émet la demande de création d'un institut de formation de haut niveau en entrepreneuriat. Au sommet suivant à Cotonou au Bénin, les chefs d'État confirment la création de l'Institut Francophonie pour l'Entrepreneuriat et sa gestion est confiée à un conseil d'administration composé de 12 membres dont le recteur de l'AUF et cinq (05) membres désignés par les autorités mauriciennes. La première promotion d'apprenants de l'IFE est recrutée en 1999.

## Missions
L'IFE a deux missions :
- contribuer au développement durable par la création d’entreprises dans la région de l’Océan Indien et dans les pays ayant le français en partage ;
- favoriser la diffusion de la culture entrepreneuriale dans l’espace francophone.

Il propose des formations de niveau master visant à renforcer les connaissances en entrepreneuriat, comme un master en entrepreneuriat ou un master en commerce international destiné aux négociations en Afrique[réf. souhaitée]. Les étudiants viennent principalement de Maurice et d’autres pays de l’océan Indien, de l’Afrique de l’Ouest, de l’Afrique centrale et de l’Asie du Sud-est. 
Il organise des échanges avec l'Institut d'administration des entreprises (IAE) de la Réunion. 